# Graphidipus puncticulata
Graphidipus puncticulata là một loài bướm đêm trong họ Geometridae.